# 18560 Coxeter
18560 Coxeter este un asteroid din centura principală de asteroizi.

## Descriere
18560 Coxeter este un asteroid din centura principală de asteroizi. A fost descoperit pe 7 martie 1997 la Prescott (Arizona) de Paul G. Comba. Asteroidul prezintă o orbită caracterizată de o semiaxă mare de 3,15 ua, o excentricitate de 0,19 și o înclinație de 9,3° în raport cu ecliptica.